# Benningk
Benningk ist der Familienname einer norddeutschen Stück- und Glockengießerfamilie, deren verwandtschaftliche Verhältnisse teilweise noch als ungeklärt gelten. Die Künstlerfamilie wirkte über die eigentlichen Orte der Tätigkeit in Hamburg, Lübeck und Kopenhagen hinaus. Die verwandtschaftlichen Verhältnisse zu den in Danzig tätigen Gießern Benningk sind ungeklärt.
- Herman Benningk, Glockengießer des 16. Jahrhunderts in Danzig
- Matthias Benningk († 1608), Ratsgießer in Lübeck
- Reinhard Benningk († 1617), norddeutscher Stück- und Glockengießer
- Gerdt Benningk (nachgewiesen 1601–1643), Stück- und Glockengießer in Danzig
- Hermann Benningk (nachgewiesen 1647–1668), Glocken- und Stückgießer in Hamburg, Vater des Albert und des Hermann B.
  - Albert Benningk (1637–1695), Ratsgießer in Lübeck und Königlicher Gießmeister in Kopenhagen
  - Hermann Benningk der Jüngere (1640–1679)